# Hyperolius quinquevittatus
Hyperolius quinquevittatus és una espècie de granota de la família dels hiperòlids que viu a Angola, República Democràtica del Congo, Malawi, Tanzània, Zàmbia i, possiblement també, a Moçambic.